# Abcasi
Gli abcasi (o anche abchazi, abhasi, abasgi, ) sono un gruppo etnico caucasico principalmente stanziato in Abcasia, una regione contesa sulla costa del mar Nero. Una parte di abcasi risiede in Turchia, a causa delle ondate migratorie dal Caucaso alla fine del XIX secolo. Molti abcasi vivono anche in altre parti della ex-Unione Sovietica, in particolare in Russia e in Ucraina.

## Origini
La lingua abcasa appartiene al gruppo linguistico delle lingue caucasiche nord-occidentali. Le fonti classiche parlano di numerose tribù che abitavano la regione, ma la loro esatta identità e la loro localizzazione rimangono controverse. Gli abasgi e gli apsili degli autori greci e romani sono considerati i predecessori degli abcasi odierni.
L'integrazione di vari gruppi etnici più piccoli negli odierni abcasi fu fondamentalmente completata entro la fine del X secolo, ma alcuni di questi gruppi furono privati dei loro terreni quando la conquista della Russia del Caucaso nord-occidentale li costrinse a diventare muhajir e ad emigrare nei possedimenti dell'Impero ottomano.

## Storia
Quando la dinastia Anosid fondò il Regno di Abcasia nel 780, la regione uscì dall'egemonia culturale bizantina, per entrare in quella georgiana. La nobiltà locale, il clero e la classe istruita usarono il georgiano come lingua della letteratura e della cultura. Il georgiano rimase una seconda lingua per molti abcasi finché il russo lo rimpiazzò nei primi anni del XX secolo. Dall'inizio dell'XI al XV secolo l'Abcasia fu parte della monarchia della Georgia, ma poi diventò un principato separato per poi essere conquistato dagli Ottomani. La conquista russa dell'Abcasia tra il 1810 e il 1860 fu accompagnata da una massiccia espulsione degli abcasi musulmani verso l'Impero ottomano e l'introduzione di una politica di russificazione. La maggior parte degli emigrati vive ora in Turchia, Siria e Giordania.

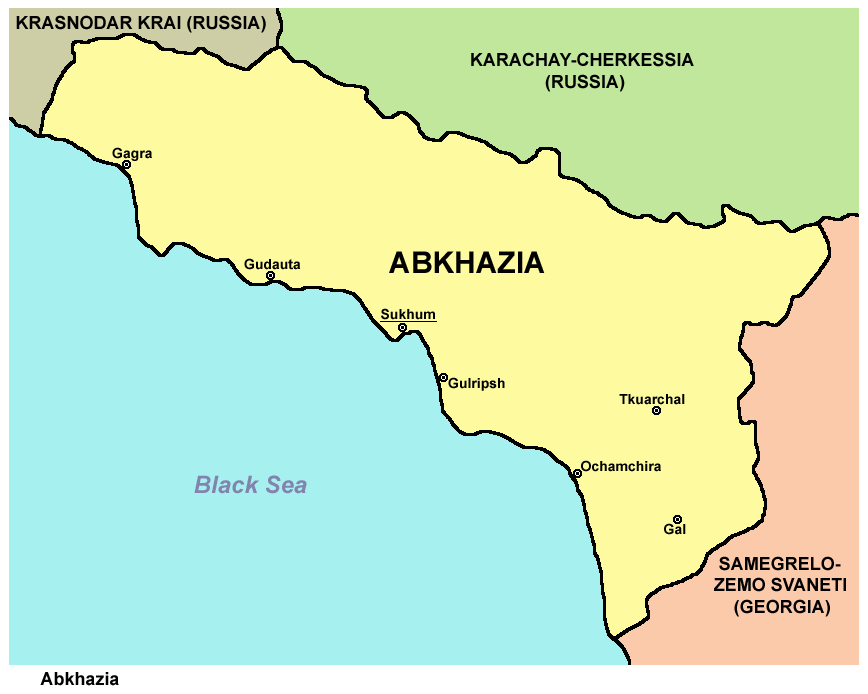

Dopo la rivoluzione russa del 1917, l'Abcasia fu brevemente occupata dalla Repubblica Democratica di Georgia, ma fu conquistata dall'Armata Rossa nel 1921 ed entrò nell'Unione Sovietica come una repubblica socialista sovietica associata con la RSS Georgiana. La condizione dell'Abcasia fu degradata nel 1931 quando diventò una repubblica autonoma all'interno della Georgia. Sotto il dominio di Stalin, l'immigrazione di armeni, russi e georgiani nel crescente settore agricolo e del turismo fu incoraggiata e le scuole abcase furono chiuse. Nel 1989, gli abcasi erano circa 93.000 (18% della popolazione della repubblica), mentre i georgiani erano 240.000 (45%). La guerra in Abcasia (1992-1993) lasciò gli abcasi una pluralità etnica di circa il 45% della popolazione.

## Religione
Gli abcasi sono principalmente divisi in cristiani ortodossi e musulmani sunniti. Il Cristianesimo fu introdotto nel VI secolo dall'imperatore bizantino Giustiniano I e successivamente imposto sotto il regno di Georgia nell'alto medioevo. L'acquisizione ottomana nel XVI secolo, missionari come i sufi e la pressione dalle tribù adighee convertitesi all'Islam da nord causarono il declino del Cristianesimo e la regione rimase prevalentemente musulmana fino al 1860.

## Galleria d'immagini

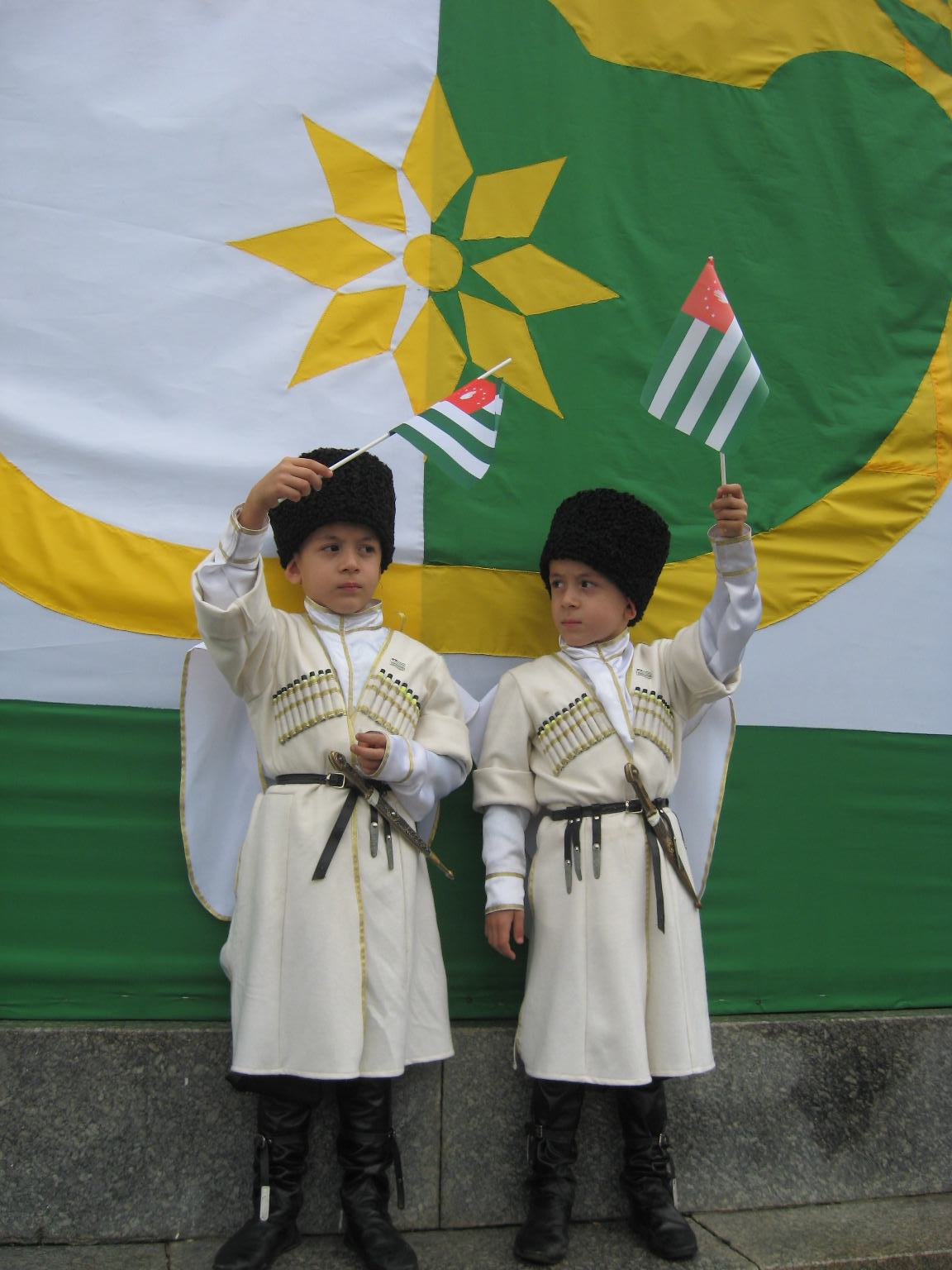
Bambini abcasi
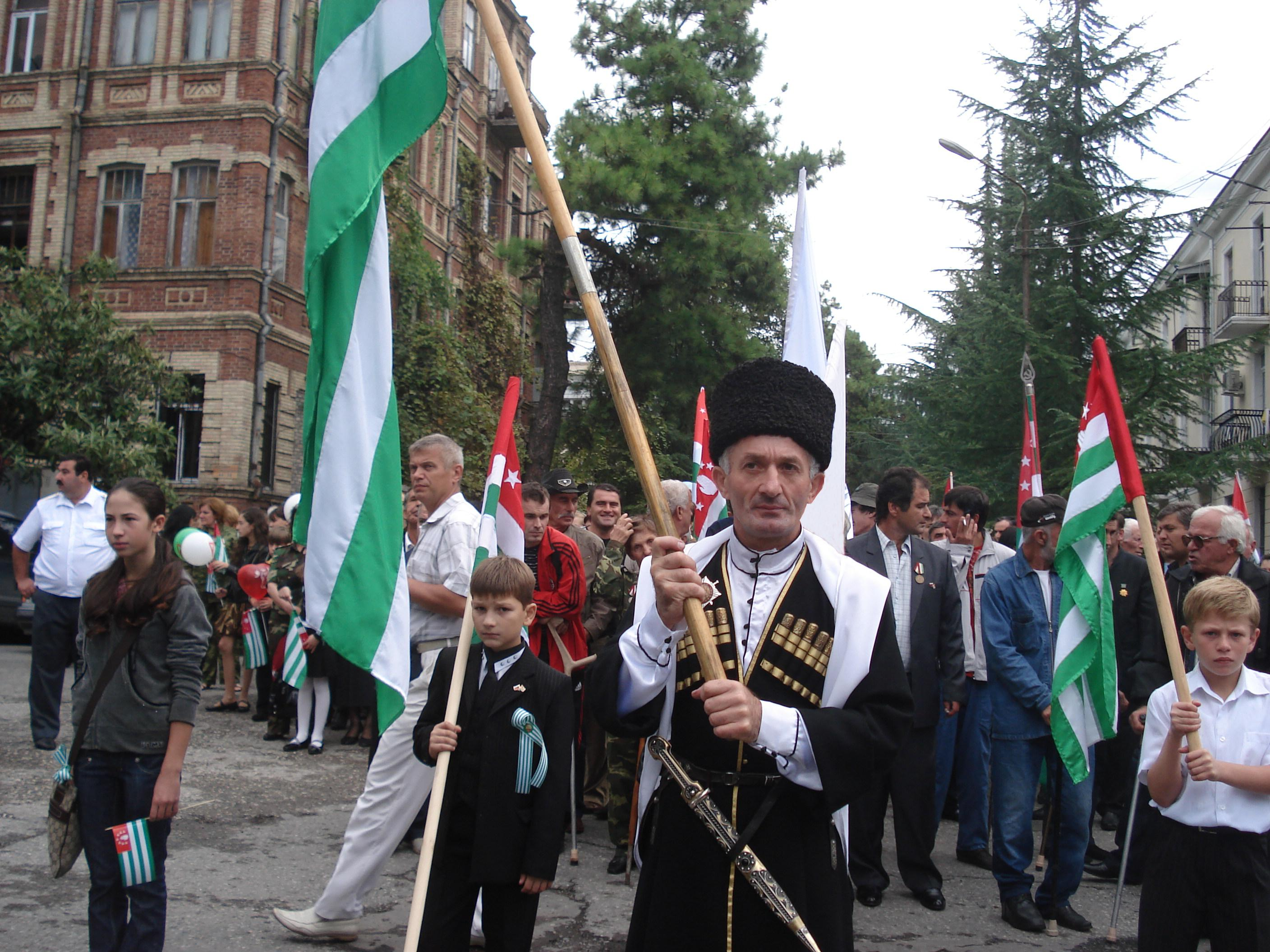
Parata con bandiere dell'Abcasia
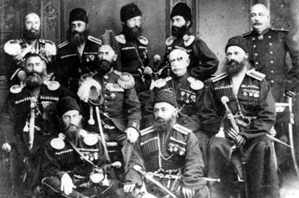
Generali abcasi
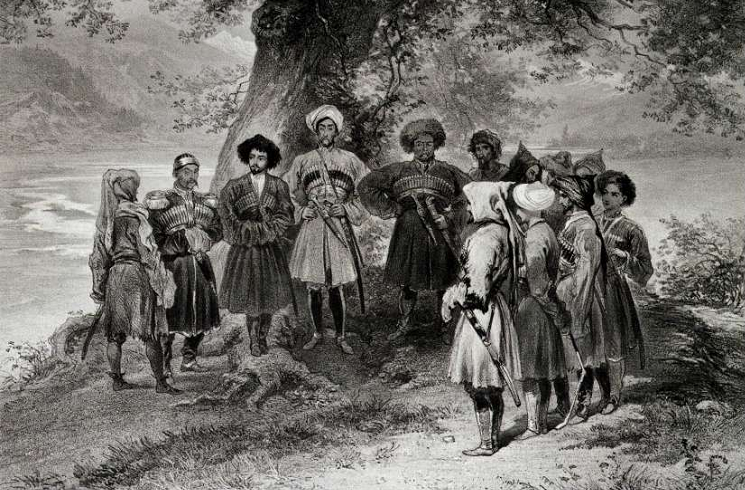
Conferenza abcasa del 1839